# Brigitte Merk-Erbe

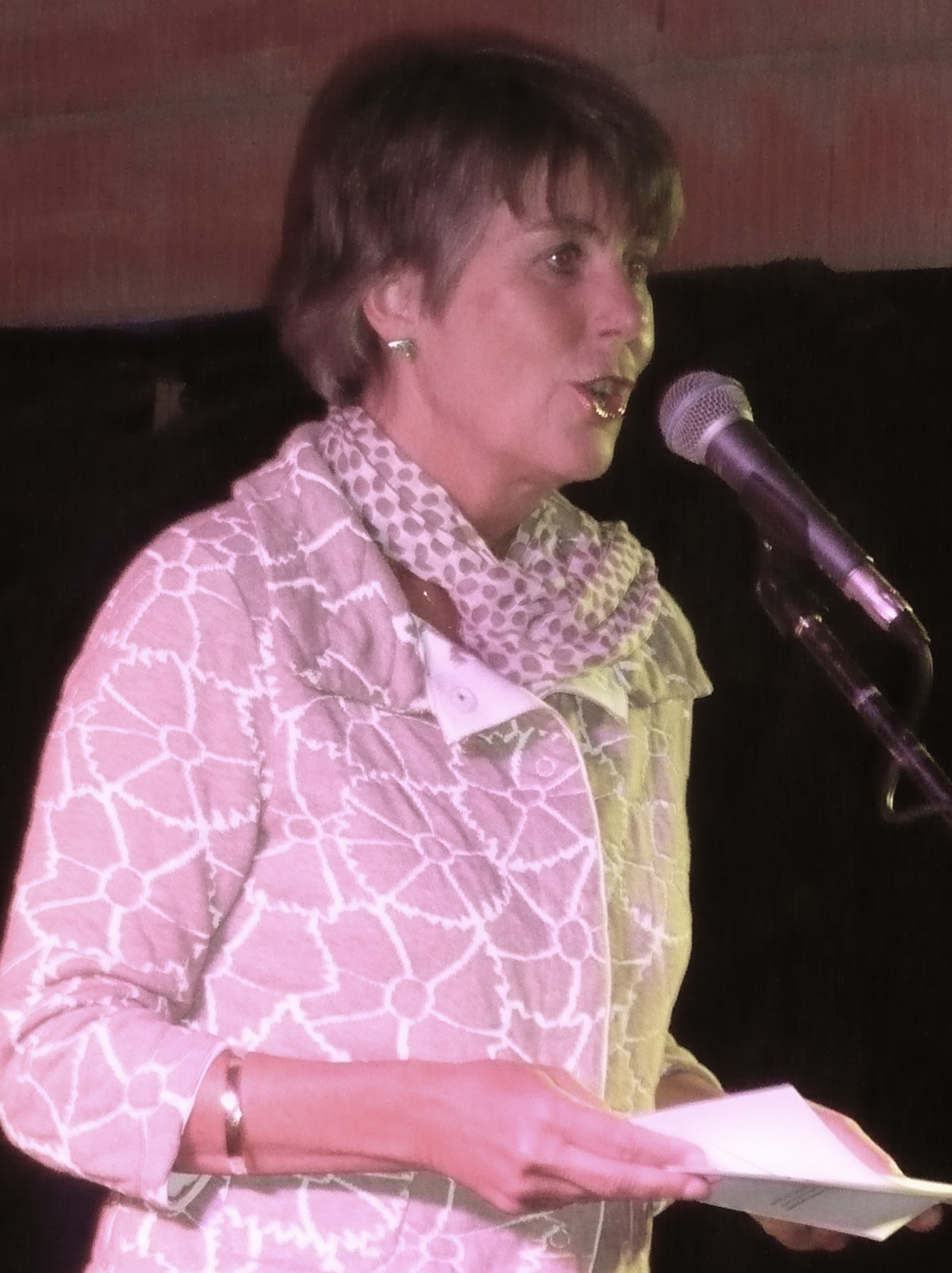
Brigitte Merk-Erbe

Brigitte Merk-Erbe (* 18. Mai 1956 in Bayreuth) ist eine deutsche Kommunalpolitikerin der Freien Wählervereinigung Bayreuther Gemeinschaft (BG). Vom 1. Mai 2012 bis zum 30. April 2020 war sie Oberbürgermeisterin der Stadt Bayreuth. Gewählt wurde sie am 25. März 2012, bei der Oberbürgermeister-Stichwahl vom 29. März 2020 unterlag sie gegen den bisherigen 2. Bürgermeister Thomas Ebersberger von der CSU.

## Werdegang
Sie wurde als jüngste Tochter von Erika und Bernhard Merk geboren. Nach dem Besuch der Luitpoldschule in Bayreuth wechselte sie an das dortige Richard-Wagner-Gymnasium, wo sie 1975 das Abitur ablegte. Daneben war sie viele Jahre Mitglied im örtlichen Schwimmverein und nahm an oberfränkischen und bayerischen Meisterschaften teil. Sie studierte Sonderpädagogik an der Universität Würzburg und absolvierte eine Ausbildung zur Sonderschullehrerin. 1989 heiratete sie den Unternehmer und Journalisten Thomas Erbe. Von 1995 an war sie als Konrektorin stellvertretende Schulleiterin der Dr.-Kurt-Blaser-Schule im Heilpädagogischen Zentrum in Bayreuth. Sie ist Gründerin der Brigitte Merk-Erbe und Thomas Erbe Stiftung zur Förderung gemeinnütziger Bayreuther Vereine. Als Autorin veröffentlichte sie gemeinsam mit ihrem Ehemann Thomas Erbe im Jahr 2025 den Wanderführer Unter dem Himmel Über der Erde Auf dem Teller.
Kommunalpolitisch arbeitet sie seit 1995 in der Wählervereinigung Bayreuther Gemeinschaft mit. 1996 kandidierte sie erstmals für den Stadtrat. 1999 wurde sie zur Vorsitzenden der Bayreuther Gemeinschaft gewählt, bei der Kommunalwahl im Frühjahr 2002 zog sie erstmals in den Stadtrat ein. Dort war sie unter anderem Mitglied im Bauausschuss, im Hauptausschuss und im Personalausschuss.
Im März 2006 erreichte sie bei der Wahl des Oberbürgermeisters mit 23,73 Prozent einen Achtungserfolg. Sechs Jahre später wurde sie zur Oberbürgermeisterin gewählt. Sie setzte sich – unterstützt von SPD und Bündnis 90/Die Grünen – am 25. März 2012 in der Stichwahl mit 52,77 % der Stimmen gegen Amtsinhaber Michael Hohl (CSU) durch. Zwei Wochen zuvor hatte sie im ersten Wahlgang  38,28 % erreicht, Michael Hohl 43,60 %.
Mit der Amtszeit von Brigitte Merk-Erbe sind wichtige Projekte für die Stadt Bayreuth verbunden, unter anderem Sanierung und Umbau der Stadthalle zum Friedrichsforum, Sanierung der Graserschule, Schaffung des neuen Wohngebiets Untere Rotmainaue, Schaffung des Medizincampus Oberfranken am Klinikum Bayreuth, Erhalt der Klinik der Deutschen Rentenversicherung und verschiedene Unternehmensansiedlungen bzw. -erweiterungen wie REHAU, Amazon, Stäubli, Tennet und Käserei Bayernland. Zudem wurden in der Amtszeit von Brigitte Merk-Erbe die Schulden der Stadt Bayreuth von 122,9 Mio. auf 75 Mio. Euro vermindert.
Nach ihrer Niederlage bei der Stichwahl der Kommunalwahl 2020 teilte Merk-Erbe mit, sich aus der Kommunalpolitik zurückzuziehen und auch ihr Stadtratsmandat nicht anzunehmen.

## Landespolitik
Bei der Landtagswahl 1998 erzielte sie das drittbeste Ergebnis der Freien Wähler in Oberfranken. Bei der Landtagswahl 2008 kandidierte Merk-Erbe als Direktkandidatin im Stimmkreis Bayreuth und erzielte als Drittplatzierte 17,0 % der Erststimmen.

## Ämter und Funktionen
als Oberbürgermeisterin der Stadt Bayreuth (beendet)
- Vorsitzende des Stadtrates und der städtischen Ausschüsse
- Mitglied im Bayerischen und Deutschen Städtetag.
- Aufsichtsratsvorsitzende der städtischen GmbHs

als ehrenamtliches Vorstandsmitglied (beendet)
- Erste Vorsitzende der Richard-Wagner-Stipendienstiftung
- Vorstand des Sportkuratoriums Bayreuth
- Vorstandsvorsitzende der Stiftung für Bildungsförderung, der Emil-Warburg-Stiftung, der Hans und Martha Frisch-Altenstiftung, der Hans-und-Emma-Nützel-Altenstiftung, der E.ON-Bayern-Kulturstiftung, der Dr.-Helmut-und-Constanze-Meyer-Kunststiftung, der Bernd-Mayer-Stiftung sowie der Professor-Dr.-Klaus-Dettmann-Kunststiftung

## Auszeichnungen
Merk-Erbe wurde mehrfach ausgezeichnet. So erhielt sie 2020 für ihre Verdienste in der Kommunalpolitik die Bayreuth-Medaille in Gold und 2017 für ihre Verdienste um den europäischen Gedanken und ihr Engagement um die Partnerschaft mit dem Burgenland in Österreich das Komturkreuz des Landes Burgenland. Sie ist zudem Trägerin des Bayerischen Verfassungsordens.

## Werke
- Brigitte Merk-Erbe, Thomas Erbe: Unter dem Himmel Über der Erde Auf dem Teller. Eckhard Bodner, Speinshart 2025, ISBN 978-3-911515-09-2.